# Critics Choice Movie Award melhor atriz em filme de ação
O Critics Choice Movie Award melhor atriz em filme de ação entregue pela Broadcast Film Critics Association é um prémio para as melhores atuações femininas em filme de ação. Foi entregue pela primeira vez entre os anos de 2013 e 2016 no Critics' Choice Movie Awards. Em 2021, a categoria foi retomada e voltou a ser entregue, desta vez no Critics' Choice Super Awards.

## Premiadas e nomeadas

### Década de 2010
| Ano         | Vencedora                                                          | Indicadas | R             |
| ----------- | ------------------------------------------------------------------ | --- | ------------- |
| 2013        | Jennifer Lawrence como Katniss Everdeen em The Hunger Games        | - Emily Blunt como Sara - Looper - Judi Dench como M - Skyfall - Gina Carano como Mallory Kane - Haywire - Anne Hathaway como Mulher-Gato/Selina Kyle - The Dark Knight Rises                                                                                | [ 4 ] [ 5 ]   |
| 2014        | Sandra Bullock como Dra. Ryan Stone em Gravity                     | - Jennifer Lawrence como Katniss Everdeen – The Hunger Games: Catching Fire - Gwyneth Paltrow como Pepper Potts – Iron Man 3 - Evangeline Lilly como Tauriel – The Hobbit: The Desolation of Smaug                                                           | [ 6 ] [ 7 ]   |
| 2015        | Emily Blunt como Rita Vrataski em Edge of Tomorrow                 | - Scarlett Johansson como Lucy – Lucy - Jennifer Lawrence como Katniss Everdeen – The Hunger Games: Mockingjay - Part 1 - Shailene Woodley como Tris – Divergent - Zoë Saldaña como Gamora – Guardians of the Galaxy                                         | [ 8 ] [ 9 ]   |
| 2016 (jan.) | Charlize Theron como Imperatriz Furiosa em Mad Max: Fury Road      | - Emily Blunt como Kate Macer – Sicario - Jennifer Lawrence como Katniss Everdeen – The Hunger Games: Mockingjay – Part 2 - Rebecca Ferguson como Ilsa Faust – Mission: Impossible – Rogue Nation - Bryce Dallas Howard como Claire Dearing – Jurassic World | [ 10 ] [ 11 ] |
| 2016 (dez.) | Margot Robbie como Harleen Quinzel / Harley Quinn em Suicide Squad | - Gal Gadot como Diana Prince / Mulher-Maravilha – Batman v Superman: Dawn of Justice - Tilda Swinton como Anciã – Doctor Strange - Scarlett Johansson como Natasha Romanoff / Viúva Negra – Captain America: Civil War                                      | [ 12 ] [ 13 ] |

### Década de 2020
| Ano  | Vencedora                                                 | Indicadas | Ref.          |
| ---- | --------------------------------------------------------- | --- | ------------- |
| 2021 | Betty Gilpin como Crystal Creasey em The Hunt             | - Liu Yifei como Fa Mulan – Mulan - Blake Lively como Stephanie Patrick – The Rhythm Section - Hillary Swank como Athena Stone – The Hunt - Iliza Shlesinger como Cissy Davis – Spenser Confidential                                 | [ 14 ] [ 15 ] |
| 2022 | Jodie Comer como Marguerite de Carrouges em The Last Duel | - Maggie Q como Anna Dutton – The Protégé - Regina King como Trudy Smith – The Harder They Fall - Karen Gillan como Sam – Gunpowder Milkshake - Ana de Armas como Paloma – No Time to Die - Lashana Lynch como Nomi – No Time to Die | [ 16 ] [ 17 ] |
| 2023 | Viola Davis como General Nanisca em The Woman King        | - Joey King – Bullet Train como Prince - Joey King – The Princess como a Princesa - Sandra Bullock – The Lost City como Loretta Sage - Jennifer Connelly – Top Gun: Maverick como Penelope "Penny" Benjamin                          | [ 18 ] [ 19 ] |